# Cmentarz żydowski w Świdwinie
Cmentarz żydowski w Świdwinie – znajduje się przy ul. Drawskiej na tzw. Żydowskim Wzgórzu. Do naszych czasów dotrwało około siedemdziesięciu nagrobków. Cmentarz został zdewastowany przez niemieckich nazistów w czasie nocy kryształowej.

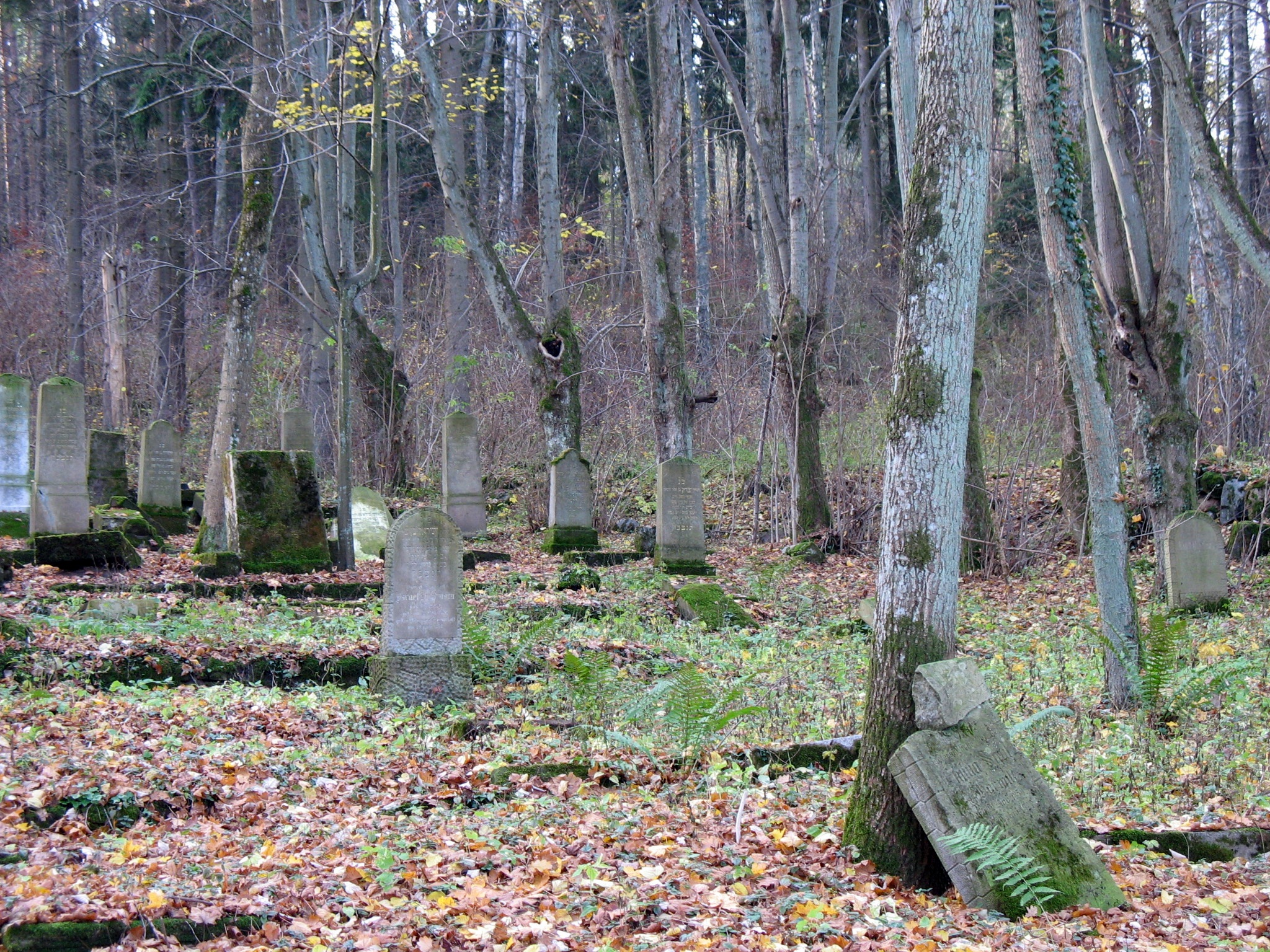
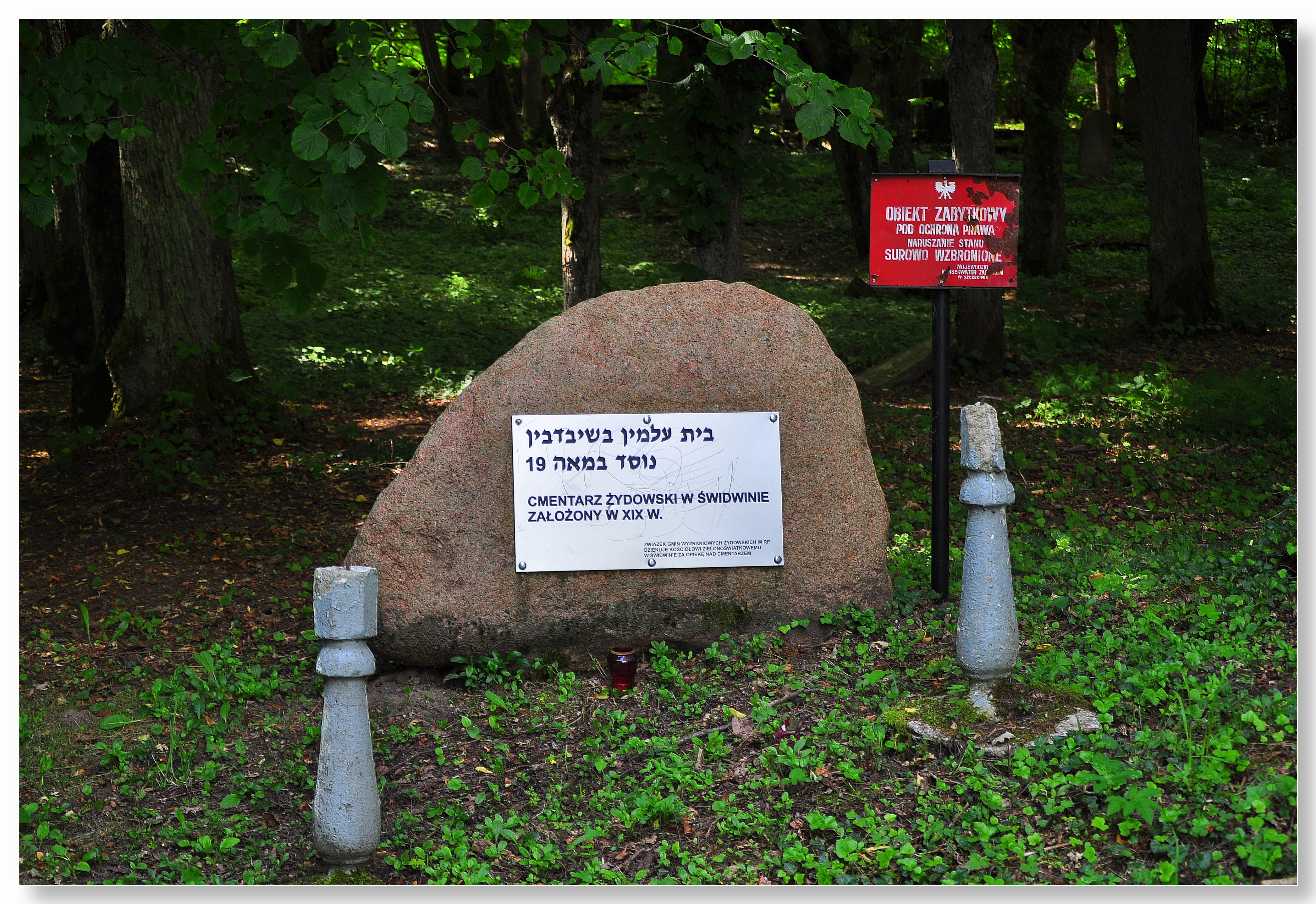
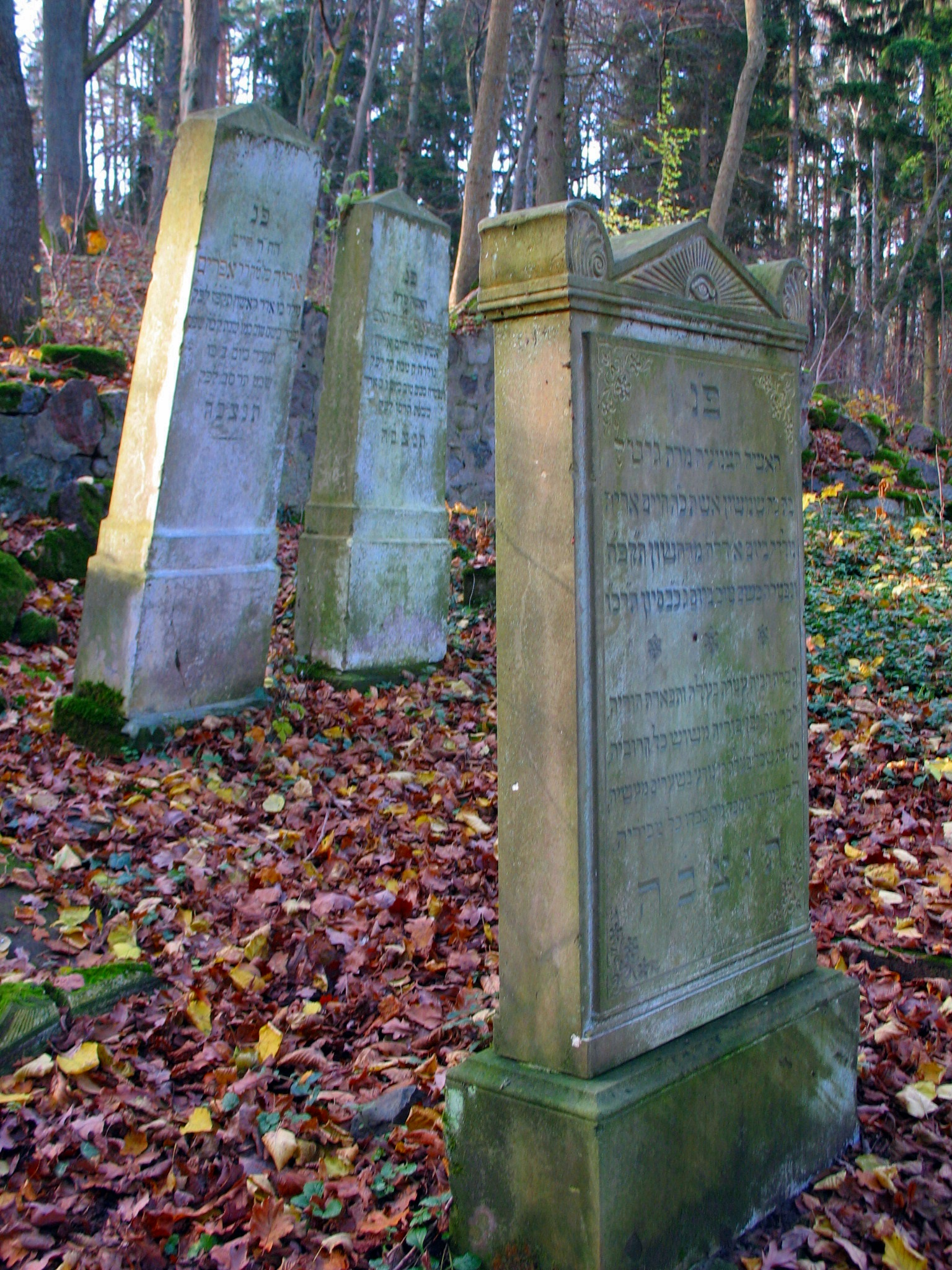